# III Governo Regional da Madeira
O III Governo Regional da Madeira foi formado com base nas eleições legislativas regionais de 5 de outubro de 1980, em que o Partido Social Democrata (PPD/PSD) venceu com maioria absoluta. A tomada de posse ocorreu no dia 5 de novembro de 1980.

## Composição
Os membros do III Governo Regional da Madeira eram:
| Retrato | Cargo                                            | Detentor                              | Partido | Partido | Período                                        |
| ------- | ------------------------------------------------ | ------------------------------------- | ------- | ------- | ---------------------------------------------- |
|         | Presidente do Governo Regional                   | Alberto João Cardoso Gonçalves Jardim |         | PPD/PSD | 5 de novembro de 1980 a 12 de novembro de 1984 |
|         | Secretário Regional do Trabalho                  | Manuel Jorge Bazenga Marques          |         | PPD/PSD | 5 de novembro de 1980 a 12 de novembro de 1984 |
|         | Secretário Regional do Planeamento e Finanças    | Susano Manuel Barreto de França       |         | PPD/PSD | 5 de novembro de 1980 a 12 de novembro de 1984 |
|         | Secretário Regional do Equipamento Social        | Eduardo Caldas de Oliveira            |         | PPD/PSD | 5 de novembro de 1980 a 12 de novembro de 1984 |
|         | Secretário Regional dos Assuntos Sociais e Saúde | José Miguel Jardim Olival Mendonça    |         | PPD/PSD | 5 de novembro de 1980 a 12 de novembro de 1984 |
|         | Secretário Regional do Comércio e Transportes    | Miguel José Luís Sousa                |         | PPD/PSD | 5 de novembro de 1980 a 12 de novembro de 1984 |
|         | Secretário Regional da Educação e Cultura        | Eduardo António Brasão de Castro      |         | PPD/PSD | 5 de novembro de 1980 a 12 de novembro de 1984 |
|         | Secretário Regional da Agricultura e Pescas      | Rui Emanuel Baptista Fontes           |         | PPD/PSD | 5 de novembro de 1980 a 12 de novembro de 1984 |